# Tomotaka Kitamura
Tomotaka Kitamura (født 27. maj 1982) er en tidligere japansk fodboldspiller.
Han har spillet for flere forskellige klubber i sin karriere, herunder Yokohama FC og Montedio Yamagata.